# Bund freier Bürger

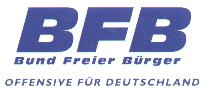
Logo des Bund freier Bürger

Der Bund freier Bürger (BFB; zuletzt: Bund Freier Bürger – Offensive für Deutschland. Die Freiheitlichen) war eine durch Manfred Brunner initiierte deutsche Kleinpartei, die von 1994 bis 2000 existierte. Während sie sich selbst als „liberal-konservativ“ und „nationalliberal“ bezeichnete, wird sie von der Wissenschaft als rechtspopulistisch klassifiziert. Sie orientierte sich stark an Jörg Haiders FPÖ. Nach ihrer Radikalisierung wurde sie ab 1999 in Verfassungsschutzberichten aufgeführt und dem Rechtsextremismus zugeordnet.

## Geschichte
Die Partei Bund freier Bürger (BFB) wurde am 21. Januar 1994 von 87 Personen in Wiesbaden gegründet. Initiator war der ehemalige FDP-Landesvorsitzende in Bayern und Fraktionsvorsitzende im Münchner Stadtrat, Manfred Brunner. Brunner war zwei Jahre zuvor wegen seiner kritischen Haltung zum Vertrag von Maastricht als EU-Beamter (Chef des Stabes Binnenmarkt) entlassen worden. 1993 war er Beschwerdeführer vor dem Bundesverfassungsgericht, das im Maastricht-Urteil die grundsätzliche Vereinbarkeit des Vertrags von Maastricht mit dem Grundgesetz unter der Bedingung der Einhaltung des Demokratieprinzips feststellte.
Im Februar 1994 erlangte sie mit dem Übertritt des FDP-Landtagsabgeordneten in Sachsen-Anhalt, Wilfried Hofmann, ein Mandat. Die Zusammenarbeit Brunners mit Jörg Haider führte allerdings schon früh zu internen Konflikten, die den Parteiaustritt zahlreicher Mitglieder nach sich zogen. Die Partei gab sich dann im Februar 1995 den Namenszusatz „Die Freiheitlichen“. In dieser Zeit traten auch die Professoren Joachim Starbatty und Karl Albrecht Schachtschneider, der Brunner vor dem BVerfG vertreten hatte, aus. Im Januar 1998 ging die Offensive für Deutschland, hervorgegangen aus einem „rechten Flügel“ der FDP, von dem hessischen Landtagsabgeordneten Heiner Kappel in der Partei auf, die daraufhin ihren Namen zu „Bund Freier Bürger – Offensive für Deutschland. Die Freiheitlichen“ erweiterte. Als Jugendorganisation des BFB wurden am 12. Juni 1998 die Jungen Freiheitlichen in München gegründet. Nach dem Bruch mit ihrer Mutterpartei CDU im Jahr 1998 traten zahlreiche der etwa 800 Mitglieder starken unionsinternen Vereinigung Christlich-Konservatives Deutschland-Forum (CKDF) dem Bund Freier Bürger bei.
Der Parteigründer Manfred Brunner verließ daraufhin im Februar 1999 wegen einer zunehmenden Radikalisierung des BFB die Partei kurzzeitig in Richtung FDP. Zwischenzeitlich wurde der Berliner Rechtsanwalt Markus Roscher vom Bundesvorstand des BFB zum kommissarischen Bundesvorsitzenden gewählt. Auch er verließ wenig später die Partei. Auf dem folgenden Parteitag im April 1999 wurde Heiner Kappel zum Vorsitzenden gewählt. Am 15. August 2000 löste sich der Bund freier Bürger in Fulda auf.
Dem Sozialwissenschaftler Alexander Häusler vom Forschungsschwerpunkt Rechtsextremismus/Neonazismus gilt der BFB als eine Art „rechte Vorläuferpartei“ der 2013 gegründeten Alternative für Deutschland (AfD) mit „frappierenden Ähnlichkeiten“, insbesondere was personelle Überschneidungen, die Mitgliederstruktur, soziale Adressatenmilieus, die politische Ausrichtung, inhaltliche Forderungen sowie die tendenziell rechtspopulistische Agitation anbelangt.

## Wahlen
Mit der Unterstützung Jörg Haiders und seiner Freiheitlichen Partei Österreichs (FPÖ) trat der BFB unter dem Vorsitzenden Brunner am 12. Juni 1994 zur Europawahl an. Er versprach sich eine „Volksabstimmung gegen Maastricht und für die Deutsche Mark“. Dort erreichte er allerdings nur 1,1 Prozent. Bei der Landtagswahl in Bayern 1994 erlangte die Partei dann 0,5 Prozent. Nach der wegen organisatorischer Probleme ausgeschlagenen Bundestagswahl 1994 zeichneten sich auch die kommenden Jahre durch Misserfolge aus. Nach großen Anstrengungen schaffte der BFB bei den Kommunalwahlen in Bayern 1996 den Einzug in zwei Stadtparlamente: München mit 3,3 Prozent (zwei Mandate, darunter Brunner) und Ingolstadt mit 2,4 Prozent (ein Mandat). Bei der Bürgerschaftswahl in Hamburg 1997 vereinigte die Partei trotz finanzieller Mittel und prominenter Fürsprecher mit dem Motto „Hamburg wählt den Euro ab!“ nur 1,3 Prozent auf sich. Das Resultat bei der Bundestagswahl 1998 betrug 0,2 Prozent und bei der Landtagswahl in Hessen 1999 0,4 Prozent. Gemeinsame Listen mit den Parteien Die Republikaner und der Initiative Pro D-Mark um Bolko Hoffmann bei der Landtagswahl in Thüringen 1999 führten ebenfalls nicht zum Erfolg. Eine Kandidatur bei der Europawahl 1999 blieb aus.

## Programm
Der Bund freier Bürger hatte als Gründungsthema die dezidierte Kritik am Vertrag von Maastricht und an der damals bevorstehenden Einführung des Euros. Die eingenommenen Positionen hatten sowohl ökonomische als auch nationalbewusste Gründe. Darüber hinaus versuchte die Partei durch rechtspopulistische Themensetzung, insbesondere Kriminalitätsbekämpfung und Zuwanderung, zu punkten. Florian Hartleb zieht Parallelen zum Konzept der extrem rechten österreichischen FPÖ. Der BFB war einerseits wirtschaftsliberal, anderseits an Law and Order interessiert. Außerdem forderte man populistisch konnotiert plebiszitäre Elemente ein und übte starke Kritik an der bestehenden Parteienstruktur in Deutschland (siehe auch Anti-Establishment-Partei). Anfangs waren auch „elitäre“ und „intellektuelle“ Ansätze deutlich, die jedoch mit dem Parteiaustritt Brunners mehr und mehr verschwanden.
Vor der Bundestagswahl 1998 verfasste Kappel im Namen der Partei einen „Offenen Brief“ an den damaligen Vorsitzenden des Zentralrats der Juden in Deutschland, Ignatz Bubis, in dem er sich gegen die Errichtung eines Holocaust-Mahnmals wandte. Außerdem sprach er von einer vermeintlichen „Kommerzialisierung“ und „politischen Instrumentalisierung“ jüdischen Schicksals in Deutschland. Den unter dem Motto „Deutsche wollt ihr ewig zahlen“ stehenden Protest sieht die Antisemitismusforschung im Kontext eines „politische[n] Antisemitismus der extremen Rechten“. Ab 1999 tauchte die Partei wegen ihrer Kontakte zum Rechtsextremismus wiederholt in Verfassungsschutzberichten etwa des Innenministeriums NRW auf. Beobachter sprachen bereits 1994 von einer an die rechtsextremen Parteien Die Republikaner und die Deutsche Volksunion angelehnten Programmatik mit rassistischen Elementen in der Einwanderungspolitik. Es hätten zudem Kontakte ins rechtsextreme und neurechte Milieu bestanden, so die einschlägige Literatur. Der Rechtsextremismusforscher Bernd Wagner rechnet den BFB spätestens Ende der 1990er Jahre zur rechtsextremen Parteienfamilie.

## Mitglieder/Finanzen
Aufgrund der Funktionärsstruktur in den Gründerjahren galt der BFB anfangs als eine Art „Professorenpartei“. Der Aufnahme- und Mitgliedsbeitrag war dementsprechend hoch, nämlich einmalig 250 DM (West) / 125 DM (Ost) und regelmäßig 25 DM. Bis 1994 traten der Partei ca. 400 Personen bei, später erreichte sie einen Höchststand von zwischen 1300 und 2000 Mitgliedern. Die überwiegende Anzahl von Mitgliedern waren Akademiker, insbesondere Männer im Alter von 45 bis 60 Jahren. Als sogenannte „Hochburgen“ galten Bayern, Hamburg und Hessen, wenngleich die Partei zeitlebens strukturelle Probleme in der Breite hatte.
Der Publizist Bruno Bandulet, selbst Mitglied, war Herausgeber von Demokratie und Marktwirtschaft – D.M. Informationsdienst Bund freier Bürger und Chefredakteur des durch Brunner herausgegebenen Deutschland Brief – Argumente & Fakten für Freie Bürger.
Die Partei finanzierte sich neben den Beiträgen über Parteispenden vermögender Unternehmer. Das Ausbleiben der staatlichen Parteienfinanzierung aufgrund der schlechten Wahlergebnisse führte zu einer hohen Verschuldung der Partei. 2003 wurde Brunner, vormals Parteivorsitzender, in diesem Zusammenhang wegen Steuerhinterziehung zu einer Bewährungsstrafe verurteilt.
Anfangs, neben vielen Parteilosen, wurde der BFB durch ehemalige Mitglieder der CDU und FDP getragen. Die Populismusforscher Frank Decker und Florian Hartleb bewerteten den regelmäßigen Niedergang rechtspopulistischer Parteien in Deutschland wie dem BFB wie folgt: „Selbst gemäßigte Vertreter des Rechtspopulismus sind nicht davor gefeit, durch rechtsextreme Personen und Gruppen unterwandert zu werden, die auf diese Weise aus der politischen Isolierung hinaustreten wollen.“

## Verfassungsschutzberichte
Im nordrhein-westfälischen Verfassungsschutzbericht von 1999 wird über die „Darstellung von Ausländern als Gefahr für die abendländische Zivilisation“ durch den BFB berichtet. Sowohl im Bericht 1999 als auch im Bericht 2000 wird die Partei dem rechtsextremen Spektrum zugeordnet. 2003 stellte der niedersächsische Verfassungsschutz fest, dass die Partei seit 1998 „zunehmend rechtsextremistische Elemente“ enthielte und durch Agitation gegen Ausländer („Ausländerschwemme“) auffalle. Der Verfassungsschutz Brandenburg rechnete den BFB im Verfassungsschutzbericht 2003 zu den nationalliberalen Gruppierungen. Im Verfassungsschutzbericht von Sachsen-Anhalt vom selben Jahr wurde im Bericht über die Deutsche Partei konstatiert, dass diese „durch den Zusammenschluss mit dem Personenpotenzial des damals aufgelösten“ BFB „ein gewisses Ansehen innerhalb des rechtsextremistischen Parteienspektrum“ erlangt habe. So sei Heiner Kappel zum Vorsitzenden der Deutschen Partei gewählt worden.

## Mitglieder (Auswahl)
| - Jürgen Alenberg aus Hannover-Ledeburg, BfB-Direktkandidat im Wahlkreis 36 (Hannover-Stadt) - Bruno Bandulet - Imke Barnstedt, Holocaustleugnerin - Kristof Berking, Landesvorsitzender Hamburg - Rene Bethage, Berlin, seit ca. 2000 extrem aktiver Neonazi-Kameradschaftler - Manfred Brunner - Jürgen Gansel, Burschenschafter, heute NPD-Vordenker - Rolf-Dieter Gmeiner, stellvertretender Bundesvorsitzender, Rechtsanwalt aus Wiesbaden - Ralph Gutmann, Bundesvorsitzender des Freien Verbandes Deutscher Zahnärzte - Wolfgang Hacker, stellvertretender Bundesvorsitzender - Andreas Harlaß, Pressesprecher der AfD Sachsen und der AfD-Fraktion Sachsen sowie Kandidat der AfD für die Landtagswahl in Sachsen 2019 - Wilfried Hofmann - Heiner Hofsommer †, zuvor CDU, später AfD | - Eckart Johlige, Berliner Burschenschaft Gothia, Rechtsanwalt aus Berlin, langjähriger Partner Markus Roschers, 2019 Kreistagsabgeordneter im Landkreis Havelland und Stadtverordneter in der Stadt Nauen - Heiner Kappel - Paul Latussek, 1998/1999 als stellvertretender Bundesvorsitzender - Gerhard Maerlender, ehemaliger CDU-Bezirksratsherr - Evelyne Menges, BfB-Mitglied im Münchner Stadtrat, heute stv. Vorsitzende der CSU-Fraktion ebenda - Hans-Dieter Ostertag aus Isernhagen, Vorstandsmitglied und Kandidat der Landesliste des BfB - Bernd-Thomas Ramb - Markus Roscher, Rechtsanwalt aus Berlin, Berliner Burschenschaft Gothia, ehemaliges Mitglied von FDP und CDU, u. a. Thor-Steinar-Rechtsanwalt, 2012 Piratenpartei, 2016 bis März 2017 AfD-Kandidat in Paderborn, dann 2019 CDU - Hans Heinrich Rupp, emeritierter Universitätsprofessor für öffentliches Recht, (Aufsatz Berufsfreiheit, Nachruf auf Otto Bachof) - Ulrich Schacht | - Karl Albrecht Schachtschneider (Gründungsmitglied, nach sechs Monaten wieder ausgetreten) - Hans Schauer, Ex-Botschafter in Australien - Regina Freifrau von Schrenck-Notzing, ehemaliges Vorstandsmitglied des BfB - Erika Neuhaus aus Seelze-Letter, stellvertretende Kreisvorsitzende und Inhaberin des Postfachs des BfB - Gunnar Sohn - Joachim Starbatty - Hans-Peter Thietz - Horst Uhl - Erwin Wickert, Ex-Botschafter in China, 1994 war er Vorstandsmitglied, Austritt wegen unklarer Haltung des BfB gegenüber dem Rechtsradikalismus - Franz Ulrich Willeke, stellvertretender Bundesvorsitzender - Torsten Witt - Günther Wunram, Kreisvorsitzender BfB Hannover/Niedersachsen - Gerhard Wruck, Ratsherr in Hannover (ehemals Die Republikaner) - Otto Wustrack, Schatzmeister BfB Hannover/Niedersachsen |